# Egipčanski ulomek
Egipčánski ulómki so končne vsote enotskih ulomkov, katerih imenovalci med seboj niso enaki, znani iz zgodovine egipčanske matematike. Ni točno znano, zakaj so Egipčani predstavljali števila na ta način. Edino ulomka 2/3 niso zapisovali z enotskimi ulomki in so imeli poseben znak zanj.
Na primer:
{\displaystyle {\frac {2927}{2310}}={\frac {1}{2}}+{\frac {1}{3}}+{\frac {1}{5}}+{\frac {1}{7}}+{\frac {1}{11}}\!\,.}
Pokazati se da, da se lahko vsako pozitivno racionalno število zapiše v takšni obliki. Predstavitev racionalnega števila z egipčanskim ulomkom ni enolična. Števili 0,8 ali 0,95 se lahko na primer zapišeta kot:
{\displaystyle {\frac {8}{10}}={\frac {1}{2}}+{\frac {1}{4}}+{\frac {1}{20}}={\frac {1}{3}}+{\frac {1}{5}}+{\frac {1}{6}}+{\frac {1}{10}}\!\,,}
oziroma:
{\displaystyle {\frac {19}{20}}={\frac {1}{2}}+{\frac {1}{3}}+{\frac {1}{9}}+{\frac {1}{180}}={\frac {1}{2}}+{\frac {1}{4}}+{\frac {1}{5}}\!\,.}
Členov v predstavitvi racionalnega števila z egipčanskimi ulomki je lahko poljubno mnogo s poljubno velikimi imenovalci. Za dano število členov obstaja le končno mnogo različnih zapisov števila.
| {\displaystyle {\frac {1}{10}}} | {\displaystyle {\frac {1}{10}}}                               |
| {\displaystyle {\frac {2}{10}}} | {\displaystyle {\frac {1}{5}}}                                |
| {\displaystyle {\frac {3}{10}}} | {\displaystyle {\frac {1}{4}}+{\frac {1}{20}}}                |
| {\displaystyle {\frac {4}{10}}} | {\displaystyle {\frac {1}{3}}+{\frac {1}{15}}}                |
| {\displaystyle {\frac {5}{10}}} | {\displaystyle {\frac {1}{2}}}                                |
| {\displaystyle {\frac {6}{10}}} | {\displaystyle {\frac {1}{2}}+{\frac {1}{10}}}                |
| {\displaystyle {\frac {7}{10}}} | {\displaystyle {\frac {1}{2}}+{\frac {1}{5}}}                 |
| {\displaystyle {\frac {8}{10}}} | {\displaystyle {\frac {1}{2}}+{\frac {1}{4}}+{\frac {1}{20}}} |
| {\displaystyle {\frac {9}{10}}} | {\displaystyle {\frac {1}{2}}+{\frac {1}{3}}+{\frac {1}{15}}} |

Že Ptolemaj je raje zapisoval ulomke v šestdesetiškem številskem sistemu, kakor so jih zapisovali Babilonci, zaradi neprikladnosti egipčanskih ulomkov pri računanju v trigonometriji. Večina sedanjega znanja o egipčanskih ulomkih izhaja iz Ahmesovega Rhindovega matematičnega papirusa. Največja razpredelnica v tem viru podaja egipčanske ulomke za 2/n.
Ne obstaja algoritem, ki bi zagotovil zapis z najmanjšim številom členov ali z najmanjšim imenovalcem. Obstaja pa veliko drugih algoritmov s katerimi se lahko najde poljuben egipčanski ulomek danega števila. Leta 1202 je Leonardo Fibonacci objavil požrešni algoritem za računanje enotskih ulomkov, ki ga je kasneje odkril tudi James Joseph Sylvester.